# Guillermo Fernández (cantante)
Guillermo Fernández (Buenos Aires, 28 de enero de 1958), también conocido como Guillermito Fernández, es un cantante, músico, compositor, productor y arreglador de tango argentino, que también incursionó en la balada y la comedia musical.

## Biografía
Nació en el barrio porteño de San Telmo. Debutó en televisión a los cinco años, en 1963, integrando un coro infantil en Canal 7 Argentina. También participó en el programa de Roberto Galán y en el show La feria de la alegría.
En 1969 ―a los once años de edad― integró el elenco de Grandes valores del tango, programa de televisión dirigido por Juan Carlos Thorry con la participación de Tito Lusiardo. Allí conoció a las mayores figuras de la música ciudadana: Aníbal Troilo, Roberto Grela, Juan Carlos Copes, Roberto Goyeneche, entre otros, con quienes completó su formación musical.
Por entonces, estudiaba en el Instituto Santa Catalina, del Barrio de Constitución, en Buenos Aires.
Entre 1976 y 1988 grabó seis discos de tangos para diversos sellos.
En 1986, durante un viaje a Nueva York, ganó un concurso televisivo de la cadena CBS. Eso le abrió las puertas al mercado estadounidense. Hizo presentaciones de Las Vegas y firmó un contrato con Sony Music.
El productor discográfico Roberto Livi le hacía letras de canciones, y el cubano-estadounidense Rudy Pérez (1958-) ―productor de Christina Aguilera y Luis Miguel― produjo sus discos.
Incursionó en otros géneros musicales, como la balada.
En 1998 regresó a la Argentina y al tango.
Realizó cuatro giras en Japón, acompañado por la orquesta de José Colángelo. Protagonizó las obras musicales María de Buenos Aires, de Astor Piazzolla y Horacio Ferrer, presentada en París y en toda la Argentina, y Lo que me costó el amor de Laura, de Alejandro Dolina.
En 2005 recibió el Diploma al Mérito de los Premios Konex a la Música Popular como uno de los cinco mejores cantantes de tango de la década, reconocimiento que se repitió nuevamente en 2015.
En el año 2016, Guillermo Fernández produjo, escribió y protagonizó, la opereta “Gardel, el musical”.
Todos sus álbumes fueron nominados al Premio Gardel a la Música, recibiendo 5 de ellos: "Tangos" (2001), "De Gitanos y Tangueros" (2008), Deseo (2009), De Criollos y Tangueros (2013), El Cantor de Tangos (2023)

## Vida privada
Con su primera esposa Liliana Gramano y Russomanno ―hija de Juan Gramano, productor artístico y empresario, tuvo dos hijos, Juan Manuel y Federico (n. 1980 y 1982).
Su segunda esposa fue Laura Colángelo, hija del músico de tango José Colángelo, de la que se separó en 2003. Tuvieron una hija, Manuela Fernández (n. 1998).
Su tercera esposa fue la actriz Corina Fonrouge, con la cual no tuvo hijos y se separó en 2008.
En 2013 comenzó a salir con la cantante de tangos Natalia Bazán, de quien se separó en 2021. 
Actualmente no tiene pareja.

## Discografía

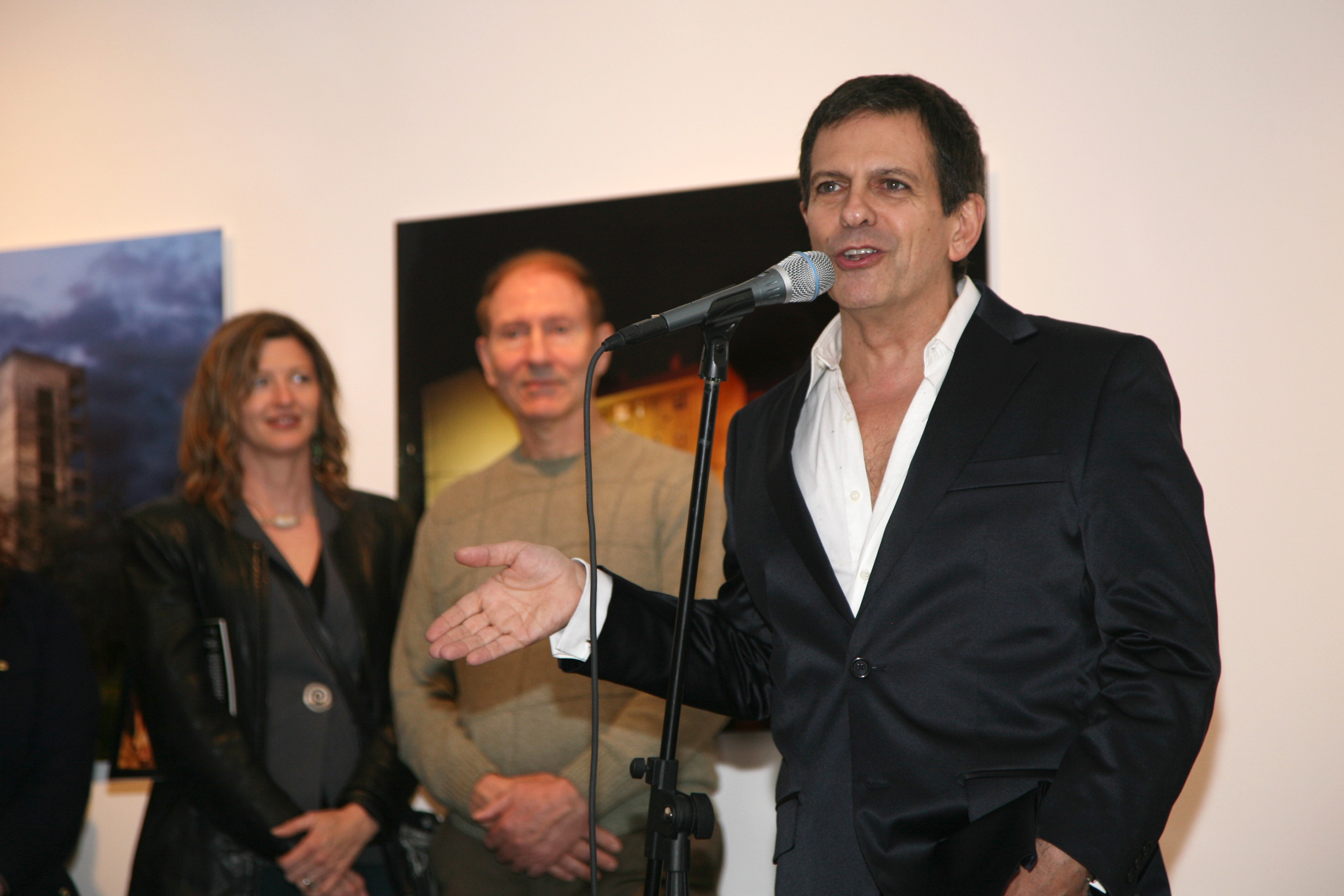
Guillermo Fernández habla en el Museo de Arte de las Américas, en Washington D. C., en marzo de 2014.

### Álbumes de estudio
- 1976: La dicha en mis manos (Record Parnaso S.A.)
- 1979: Guillermo Fernández I (EMI Music)
- 1981: Soy un tango así (EMI Music)
- 1982: Del tiempo que no viví (EMI Music)
- 1984: Manías (Philips Records)
- 1988: Guillermo Fernández II (American Records)
- 1990: Enséñame (CBS Records)
- 1992: Porque te Quiero (Sony Music)
- 2001: Tangos (Epsa Music)
- 2003: Conexión Piazzolla-Ferrer (Distribuidora Belgrano Norte)
- 2007: De gitanos y tangueros (Acqua Records)
- 2009: Deseo (Acqua Records)
- 2011: El tango es puro cuento (Logo Editorial)
- 2015: De Criollos y Tangueros (Aqua Records)
- 2021: Crimen Pasional (Club del Disco)
- 2023: El cantor de tangos (Acqua Records)

### Álbumes recopilatorios
- 2000: Imcomparables (EMI Music)

## Televisión
- Sarpando tangos - Canal 7 (2005-2006)
- Adictos - Canal 10 (2011)
- Showmatch La Academia - eltrece (2021)

## Cine
- La canción de Buenos Aires (1980)
- Me robaron el papel picado (2009)
- Punto Ciego (2016)